# Bahubali
Gomateshvara, aussi appelé Bahubali, est le fils de Rishabha, premier Tîrthankara et fondateur du Jaïnisme. On dit qu'il resta en méditation durant un an, immobile et debout (kayotsarga), et que pendant ce temps, des plantes grimpantes poussèrent autour de ses jambes. Après cette année de méditation, Bahubali aurait atteint l'omniscience (Kevala Jnana). Selon les textes jains, l'âme de Bahubali a été libérée du cycle des naissances et des morts (''moksha'') au mont Kailash. Les Jains le vénèrent comme un Siddha, une âme libérée  du samsâra.

## Légendes
L'Ādi purāṇa, poème sanskrit du IXe siècle, traite des dix vies du premier tirthankara, Rishabhanatha, et de ses deux fils, Bharata et Bahubali. Il a été composé par Jinasena, un moine Digambara.

### Famille
Selon les textes Jain, Bahubali est né de Rishabhanatha et Sunanda pendant la dynastie Ikshvaku à Ayodhya,,,. On dit qu'il excellait dans l'étude de la médecine, le tir à l'arc, la floriculture, et la connaissance des gemmes précieuses. Bahubali avait un fils nommé Somakirti (aussi connu sous le nom de Mahabala).
Quand son père Rishabhanatha décida de devenir moine, il distribua son royaume entre ses 100 fils. Bharata fut doté du royaume de Vinita (Ayodhya) et Bahubali obtint le royaume d'Asmaka du sud de l'Inde, ayant Podanapur comme sa capitale. Après avoir gagné six divisions de la terre dans toutes les directions (digvijaya), Bharata est retourné dans sa capitale Ayodhyapuri avec son énorme armée et le chakra-ratna divin (une sorte de super-arme en forme de disque tournoyant aux bords dentelés). Mais le chakra-ratna s'arrêta tout seul à l'entrée d'Ayodhyapuri, signalant à l'empereur que ses 99 frères ne s'étaient pas encore soumis à son autorité. 98 des frères de Bharata devinrent des moines jaïns, lui soumettant leurs royaumes. Mais Bahubali était, comme Bharata, doté de son corps final, supérieur, d'une robustesse et d'une force extraordinaires (vajra-ṛṣabhanārācasaṃhanana). Il lança un défi ouvert au chakravartin, le défiant à la bataille.
Les ministres des deux côtés avancèrent l'argument suivant pour empêcher la guerre: "Les frères eux-mêmes ne peuvent être tués par aucun moyen, ils sont dans leurs dernières incarnations de transmigration et possèdent des corps qu'aucune arme ne peut mortellement blesser dans la guerre! Laissons-les donc régler la question eux-mêmes d'autres manières." Il fut alors décidé que pour régler la dispute, trois défis entre Bharata et Bahubali seraient tenus. Il s'agissait de combat de regards (se fixer), de combat d'eau (jala-yuddha) et de lutte (mala-yuddha). Bahubali remporta ces trois concours sur son frère aîné, Bharata,.

### Renonciation
Après le combat, Bahubali fut rempli de dégoût envers le monde et développa un désir de renoncement. Il abandonna ses vêtements et son royaume pour devenir un moine Digambara et commença à méditer avec une grande résolution pour atteindre l'omniscience (Kevala Jnana).
On dit qu'il a médité, immobile, dans une posture debout (kayotsarga) pendant un an au cours duquel des plantes grimpantes ont poussé autour de ses jambes. Cependant, il était inflexible et continua sa pratique sans se soucier des vignes, des fourmis et de la poussière qui enveloppaient son corps. Selon le texte Jain «Ādi purāṇa», le dernier jour du jeûne d'un an de Bahubali, Bharata vint avec humilité voir Bahubali, adorant avec vénération et respect. Un regret douloureux d'avoir été la cause de l'humiliation de son frère avait perturbé la méditation de Bahubali qui se dispersa quand Bharata l'a adoré. Bahubali a été alors capable de détruire les quatre sortes de karmas hostiles, y compris le savoir obscurcissant le karma, et il a atteint l'omniscience (kevala jnana). Il était maintenant vénéré comme un être omniscient (Kevali). Bahubali a finalement atteint la libération (moksha) et est devenu une âme pure, libérée (siddha). Il est dit être le premier moine de Digambara à avoir atteint moksha dans le demi-cycle actuel de temps (avasarpini).

## Galerie

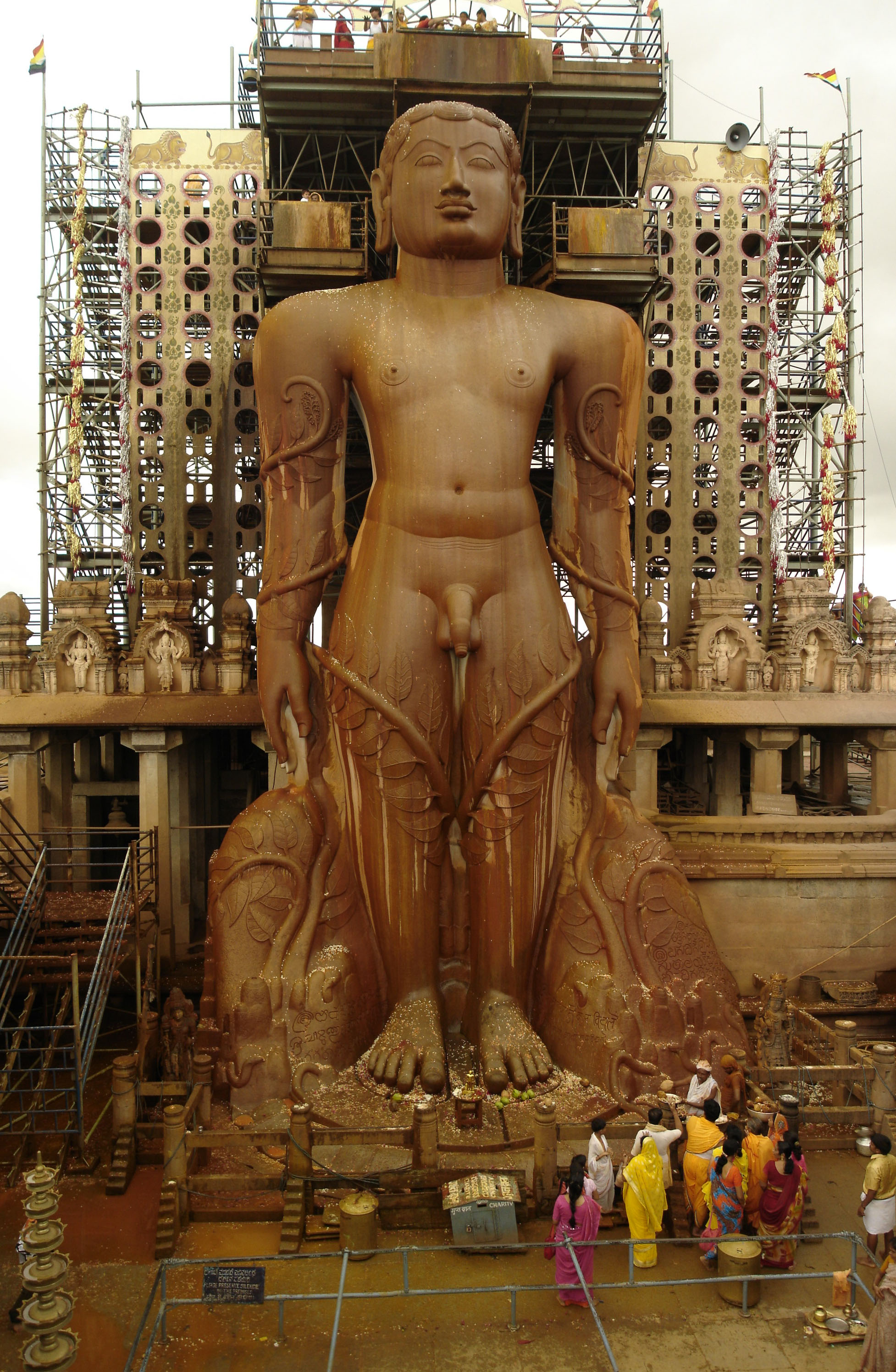
Statue de Gomateshvara à Shravanabelagola
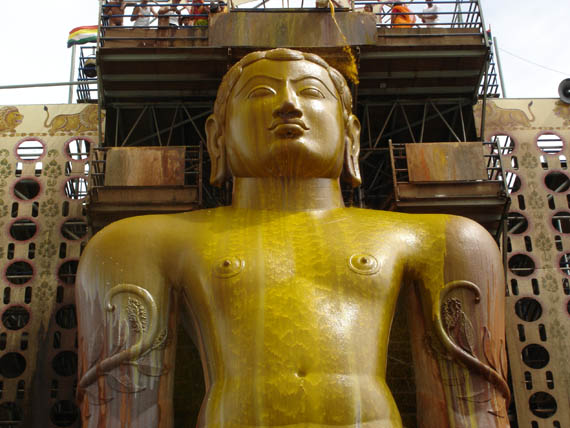
Statue de Gomateshvara recouverte par les offrandes
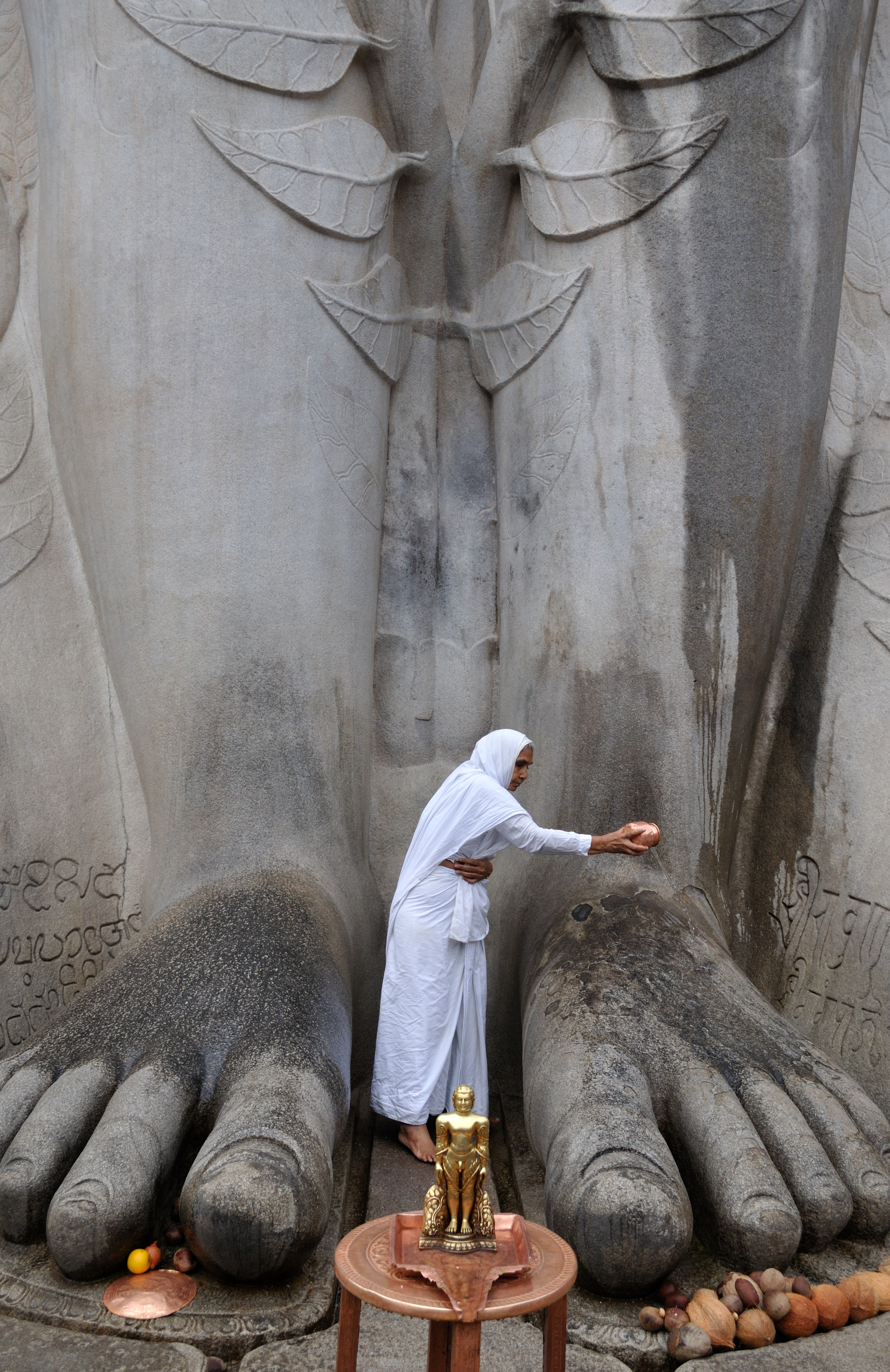
Une croyante lavant les pieds de la statue